# Picanço-barreteiro

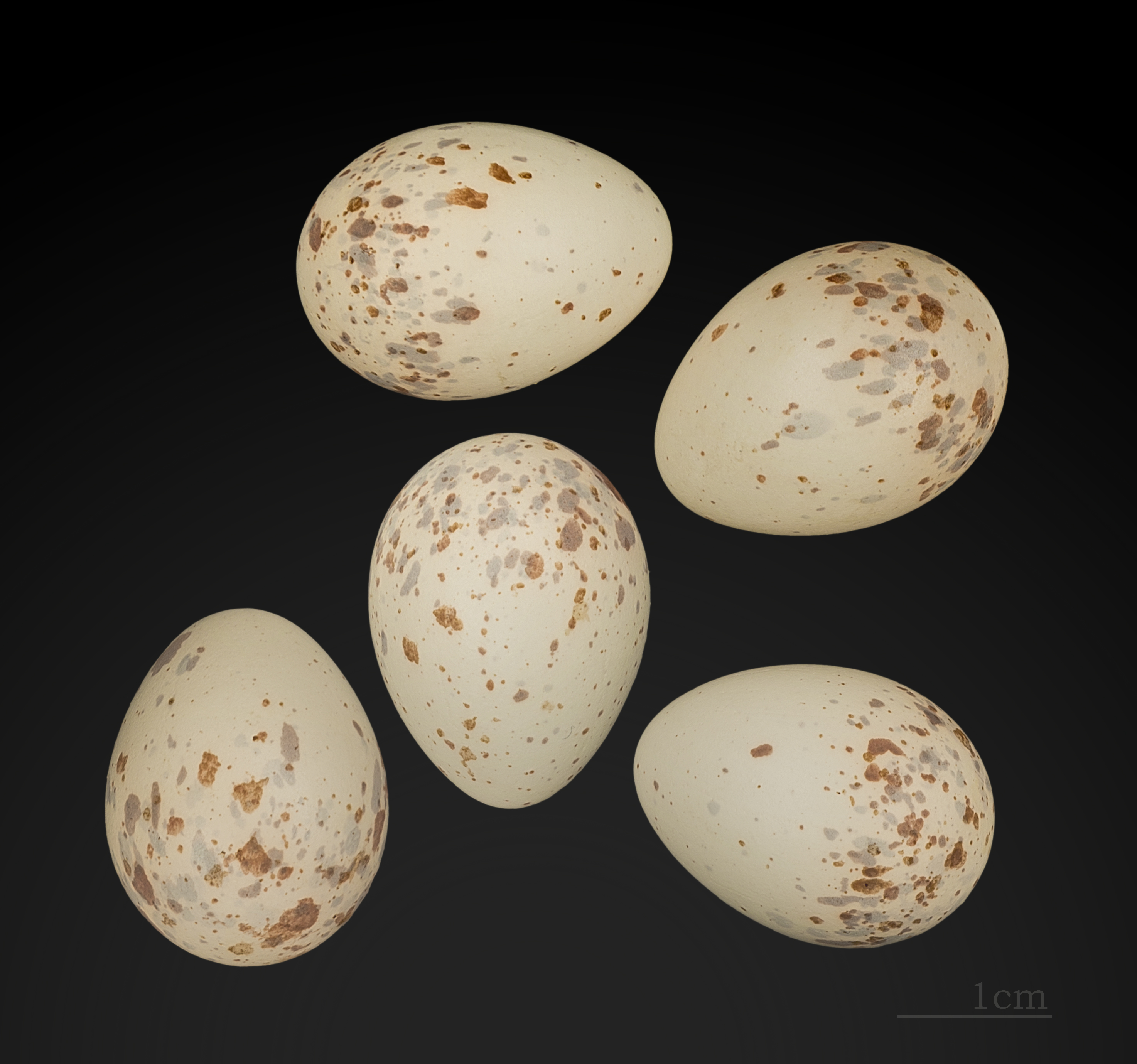
Lanius senator

O picanço-barreteiro (Lanius senator) é uma ave passeriforme lanídea com cerca de 17 cm. A nuca e a garganta são de um castanho-encarniçado. O resto da plumagem é em tons de branco e preto. A fêmea apresenta um padrão semelhante, todavia as suas cores são menos vistosas.
O picanço-barreteiro ocorre em todos os países do Mediterrâneo, incluindo Portugal, habitando pomares soalheiros e secos, e terrenos de arbustos. A sua alimentação é composta essencialmente por insectos, tais como os gafanhotos, consumindo, por vezes, pequenas aves, como os pardais.Ele tem o hábito de espetar a caça em alguma coisa para comê-la, pois suas patas são curtas demais para alcançarem o bico.
O ninho é construído pela fêmea e encontra-se nas árvores a grande altura. O ninho é decorado com flores e penas de outras aves. O choco dura à volta de 16 dias. O seu início é em fins de Maio.
Em Portugal é uma espécie abundante, sobretudo no Sul, sendo rara no Litoral Centro e Norte, onde o clima é mais húmido.

## Subespécies
São actualmente reconhecidas 4 subespécies de picanço-barreteiro:
- L. s. senator - Europa continental (excepto Península Ibérica), Sicília, Cirenaica (Líbia) e Turquia ocidental
- L. s. rutilans - Península Ibérica e noroeste de África
- L. s. badius - ilhas Baleares, Córsega e Sardenha
- L. s. niloticus - Chipre, parte oriental da Ásia Menor e Irão